# Langrune-sur-Mer
 Langrune-sur-Mer  es una población y comuna francesa, situada en la región de Baja Normandía, departamento de Calvados, en el distrito de Caen y cantón de Douvres-la-Délivrande.

## Demografía
| 1012 | 950 | 1047 | 1349 | 1539 | 1706 |
| Para los censos de 1962 a 1999 la población legal corresponde a la población sin duplicidades (Fuente: INSEE [Consultar]) |     |      |      |      |      |